# Stella Dallas
Stella Dallas är en amerikansk dramafilm från 1937 i regi av King Vidor. Det är en filmatisering av Olive Higgins Proutys roman Stella Dallas från 1923. I huvudrollerna ses Barbara Stanwyck, John Boles och Anne Shirley. Stanwyck nominerades till en Oscar för bästa kvinnliga huvudroll och Shirley för bästa kvinnliga biroll. Historien hade redan filmats en gång, som stumfilm 1925. 1990 filmatiserades historien igen, då med titeln Stella - Ensam mor.

## Rollista
- Barbara Stanwyck - Stella Dallas
- John Boles - Stephen Dallas
- Anne Shirley - Laurel Dallas
- Barbara O'Neil - Helen Morrison
- Alan Hale - Ed Munn
- Marjorie Main - Mrs. Martin
- George Walcott - Charlie Martin
- Ann Shoemaker - Miss Margaret Phillibrown
- Tim Holt - Richard Grosvenor
- Nella Walker - Mrs. Grosvendor